# Hochkommissar der Levante
Der Hochkommissar der Levante (französisch Haut-commissaire de France au Levant, arabisch المندوب السامي للإنتداب الفرنسي على سورية ولبنان) war die höchstrangige Autorität, die Frankreich in den beiden Mandatsgebieten Syrien und Libanon vertrat. Er hatte seinen Sitz in der Pinienresidenz in Beirut, Hauptstadt des damaligen Großlibanon. Nach dem Ersten Weltkrieg erhielt Frankreich von dem Völkerbund ein Mandat über die Levante, der von 1920 bis 1946 andauerte. Nach 1941 wurde die Position zum Generaldelegierten nach Syrien und den Libanon umbenannt.

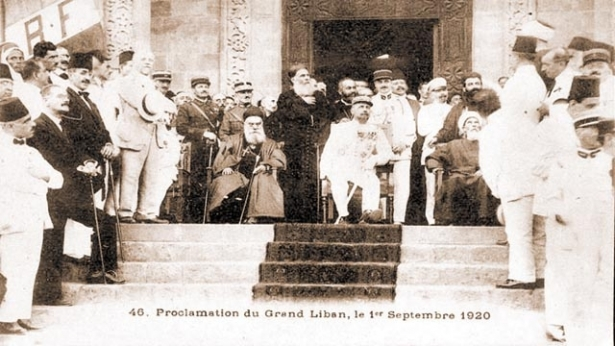
Résidence des Pins („Pinienresidenz“) mit General Gouraud (1920)

## Liste der Hochkommissare
| Von               | Bis               | Gesandter                             |
| ----------------- | ----------------- | ------------------------------------- |
| 9. Oktober 1919   | 19. April 1923    | General Henri Joseph Eugène Gouraud   |
| 19. April 1923    | 29. November 1924 | General Maxime Weygand                |
| 29. November 1924 | 23. Dezember 1925 | General Maurice-Paul-Emmanuel Sarrail |
| 23. Dezember 1925 | 23. Juni 1926     | Henry de Jouvenel                     |
| August 1926       | Juli 1933         | Auguste Henri Ponsot                  |
| 16. Juli 1933     | Januar 1939       | Damien de Martel                      |
| Januar 1939       | November 1940     | Gabriel Puaux                         |
| 24. November 1940 | 27. November 1940 | Jean Chiappe                          |
| 6. Dezember 1940  | 14. Juni 1941     | General Henri Dentz                   |

## Liste der Generaldelegierten
| Von               | Bis               | Gesandter                                                                              |
| ----------------- | ----------------- | -------------------------------------------------------------------------------------- |
| 24. Juni 1941     | 7. Juni 1943      | General Georges Catroux (auch Chef der Freien Französischen Kräfte in Levante-Staaten) |
| 7. Juni 1943      | 23. November 1943 | Jean Helleu                                                                            |
| 23. November 1943 | 23. Januar 1944   | Yves Chataigneau                                                                       |
| 23. Januar 1944   | 1. September 1946 | General Étienne Paul Beynet                                                            |